# Тертим
Тертим или Тертим тепе, Тертмос, Третимос (на гръцки: Τρέτιμος) е планина в Гревенско, Гърция. Част е от планината Камбуница (Камвуния).

## Описание
Тертим е малък планински масив в югоизточната част на Гревенско, на юг от Дескати и Вунаса.
Скалите на планината са гнайси.
Изкачването до върха може да стане от Дескати за около 1:З0 часа.
| Име                        | Име                             | Височина | Местоположение |
| -------------------------- | ------------------------------- | -------- | -------------- |
| Тертим, Третимос, Тертимос | Τρέτιμος, Τρέτιμ Τεπέ, Τέρτιμος | 1088 m   | Ю от Дескати   |
| Врахос                     | Βράχος                          | 892 m    | ЮИ от Дескати  |